# Боузман
 Тази статия е за града в Съединените щати.  За актьора вижте Чадуик Боузман.  
Боузман (на английски: Bozeman) е град в окръг Галатън, щата Монтана, САЩ. Боузман е с население от 37 981 жители (2007) и обща площ от 32,6 km². Намира се на 1461 m надморска височина. ЗИП кодът му е 59700 – 59799, а телефонният му код е 406.